# Budy Pniewskie
Budy Pniewskie – dawna wieś, obecnie uroczysko (łąka) w Polsce położone w województwie podlaskim, w powiecie łomzyńskim, w gminie Łomża.

## Historia
W latach 1921–1939 wieś leżała w województwie białostockim, w powiecie łomżyńskim, w gminie Puchały.
Według Powszechnego Spisu Ludności z 1921 roku wieś zamieszkiwały 52 osoby w 6 budynkach mieszkalnych. Miejscowość należała do parafii rzymskokatolickiej w m. Puchały. Podlegała pod Sąd Grodzki w Zambrowie i Okręgowy w Łomży; właściwy urząd pocztowy mieścił się w m. Czerwony Bór.
W wyniku napaści ZSRR na Polskę we wrześniu 1939 miejscowość znalazła się pod okupacją sowiecką. Od czerwca 1941 roku pod okupacją niemiecką. Od 22 lipca 1941 do 1945 włączona w skład Landkreis Lomscha, Bezirk Bialystok III Rzeszy.